# Buota
Buota è un villaggio nella parte meridionale di Tarawa Nord della repubblica delle Kiribati sull'atollo di Tarawa (in inglese Buota, in gilbertese Buota). Nonostante faccia parte di Tarawa Nord, è un'isola collegata tramite un ponte con Tarawa Sud.

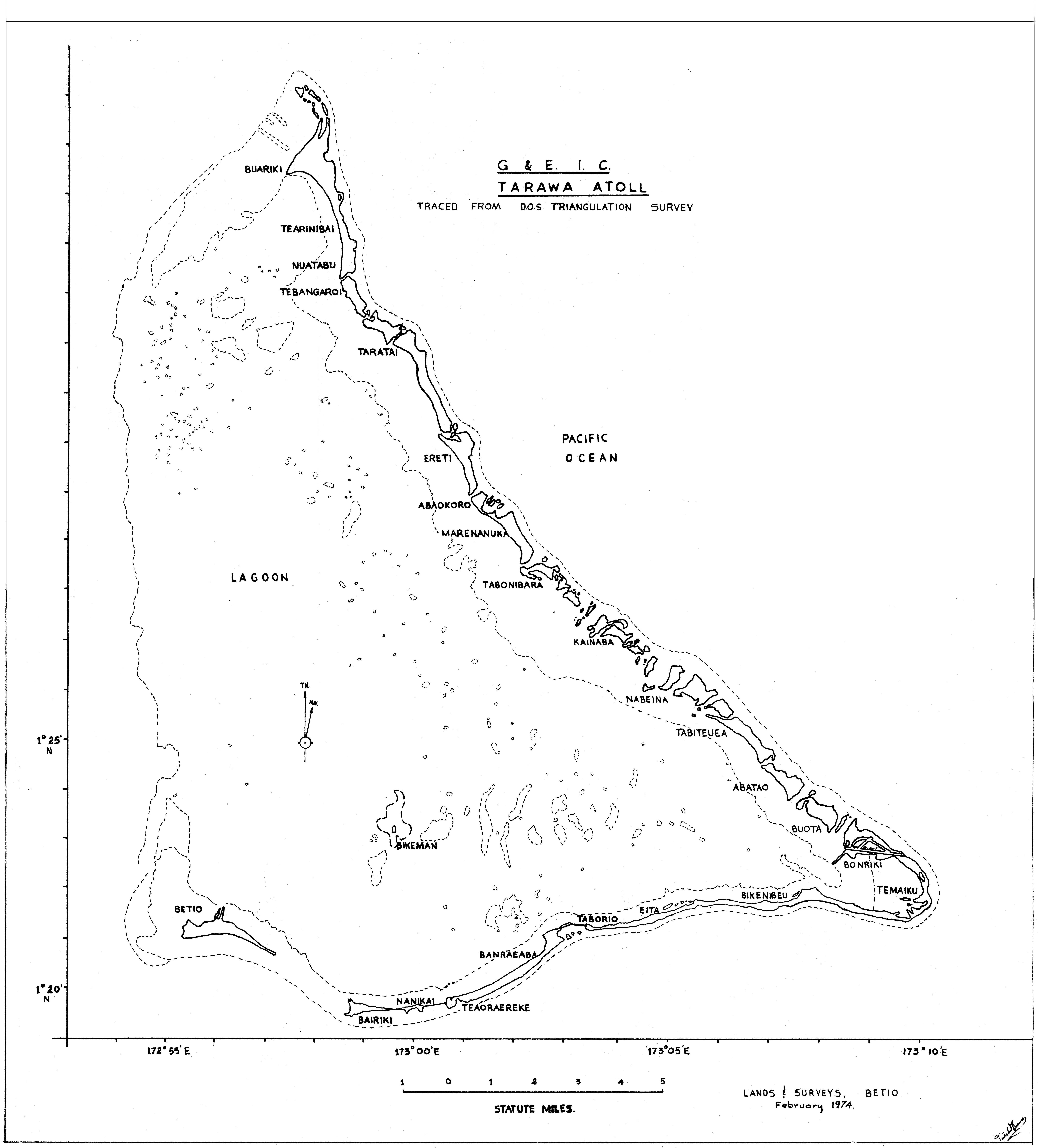
Mappa di Tarawa